# Низьке фентезі
Низьке фентезі або фентезі про вторгнення — піджанр фентезійної літератури, в якому магічні події вторгаються в звичайний світ. Таким чином, цей термін контрастує з епічними фантастичними історіями, дія яких відбувається у фантастичних світах, які мають власні набори правил і фізичних законів.
Фантастичне вторгнення приділяє менше уваги елементам, які зазвичай асоціюються з фентезі, і розміщує розповідь у реалістичному середовищі з елементами фантастичного. Іноді фантастичних елементів достатньо, щоб зробити неоднозначною межу між реальним і суто психологічним або надприродним. Слово «низький» стосується помітності традиційних елементів фентезі у творі й не є зауваженням щодо загальної якості твору.
Альтернативне визначення, поширене в рольових іграх, базується на тому, що історія та персонажі є більш реалістичними та менш міфічними. Таким чином, деякі твори, такі як серія «Конан-варвар» Роберта Говарда, можуть бути високофантастичними за першим визначенням, але низькофантастичними за другим. З іншими роботами, такими як серіал Надприродне, все навпаки.

## Історія
Фантастика виникла у ХІХ столітті з казок. Дослідження фольклору на початку ХІХ століття призвело до того, що у вікторіанській дитячій літературі почало домінувати фентезі. Після едвардіанської ери жанр розділився на два піджанри, високе та низьке фентезі. У ХХ столітті саме низьке фентезі розділилося на нові піджанри. Форми слабкого фентезі включають персоніфіковані тварини, персоніфіковані іграшки (зокрема «Індіанець у шафі» та «Ляльковий дім»; ґрунтується на попередніх «Пригодах Піноккіо»), комічне фентезі з перебільшеними рисами характеру та зміненою фізикою (зокрема «Пеппі Довгапанчоха» та «Позичальники»), магічні сили, надприродні елементи та проміжки часу.
До жанру низького фентезі переважно належит французька фантастична література. Низьке фентезі відповідає французькому жанру «le fantastique», але французька література не має традиції, еквівалентної високому фентезі англійської літератури. За словами Девіда Кеттерера, почесного професора англійської мови в Університеті Конкордія, Монреаль, французький термін le fantastique "належить до певного виду фентезі, у якій надприродне або містичне вторгається в повсякденний світ; найближчі відповідники: «низьке фентезі», «темне фентезі» або «химерна фантастика». «Le fantastique» не охоплює повне створення вторинного світу, яке є символом «Володаря кілець» Толкіна. У французькій мові немає традиції фентезі «драконів і чарівників». Там, де зустрічається високе фентезі, часто вживають терміни «le merveilleux» або «le fantastique moderne».

## Критичні інтерпретації
Художня література надає автору більшу свободу волі, ніж це дозволено в реальному світі. З моменту популяризації в роботах Едіт. Несбіт «низький/портальний різновид» фентезі став основним елементом завдяки своїй здатності кидати виклик «установленим порядкам суспільства та думки». Діти зазвичай читають більше низького фентезі, ніж високе фентезі.
На початку ХХІ століття ми спостерігаємо зростання популярності творчості таких авторів, як Джордж Мартін і Джо Аберкромбі, чиї високофантастичні романи (твори, дія яких повністю відбувається у фантастичних світах) згадуються як  як «низьке фентезі», оскільки вони применшують акцент на магії та нелюдських розумних расах на користь більш цинічного зображення людського конфлікту. Письменник-фентезі Девід Чендлер вважав, що це "зростання «низкого фентезі» відображає сучасну реальність війни з терором — яка характеризується «таємними угодами», «жорстокими репресіями» та «раптовими актами жахливої різанини» — так само, як покоління раніше на війну у В'єтнамі відреагувало жанром жахів.

## Розрізнення піджанрів
Високе та низьке фентезі розрізняються як події, відповідно, в альтернативному «вторинному» світі або в реальному «первинному» світі. У багатьох роботах різниця між первинним і вторинним світоглядом і, отже, чи це низьке чи високе фентезі, може бути нечіткою. Вторинний світ може приймати три форми, описані Ніккі Гембл у її поясненні трьох характеристик високого фентезі: Кілька високофантастичних серіалів нелегко підходять до категорій Гембла. Наприклад, «Володар перснів»Дж. Р. Р. Толкіна розгортається в первісному світі Землі в давньому минулому, і Толкін категорично не погоджувався з усіма, хто думав інакше. За словами Толкіна, він встановив його на населених землях географічно північно-західної Європи. Сам Толкін не погоджувався з думкою, що його розповіді розходяться з реальністю, а скоріше захищав свою позицію, що «суттєво того постійного місця є все (принаймні для жителів північно-західної Європи), тому, природно, воно здається знайомим, навіть якщо трохи прославлений чарами відстані в часі». Проте, Середзем'я настільки відрізняється від реальності, що його можна класифікувати як вторинний світ, а отже, як фантазію. Серія Джоан Роулінг про Гаррі Поттера знову розгортається в реальному світі; однак, хоча основне середовище, переважно школа Гоґвортс, як кажуть, розташована десь у Шотландії, вона фізично відокремлена від реального світу та стає «світом у світі». Подібним чином дія фільму Філіпа Пулмана «Темні матерії» здебільшого розгортається в альтернативному Оксфордширі, реальному місці, але той факт, що це взагалі альтернативний світ, відносить його до піджанру високого фентезі.
Деякі джерела відносять Гаррі Поттера і Темні матерії до жанру низького фентезі. Карін Е. Вестман, пишучи в Оксфордському довіднику з дитячої літератури, стверджує, що оскільки «[Дж. К.] Роулінг набагато більше зацікавлена в тому, як фентезі дає перспективу на повсякденний досвід і місце людини в суспільстві», і вона включила bildungsroman (майбутнє оповідання про вік) і жанри шкільних оповідань, «поєднують її в першу чергу з домашнім (або низьким) фентезі таких авторів, як Едіт Несбіт, Елізабет Ґоудж і Пол Галліко… а також таких авторів, як Філіп Пуллман і Джонатан Страуд, які також зацікавлені в перетині особистого та політичного в повсякденному досвіді».
Низьке фентезі пов'язане з низкою інших жанрів або піджанрів.
- Дія міського фентезі відбувається в сучасному місті, а не в сільській або історичній місцевості, і тому його можна розглядати як тип низького фентезі.
- Темне фентезі використовує фантазію, щоб створити відчуття жаху. Оскільки це часто відбувається в реальному світі, існує накладення на низьке фентезі.
- Паранормальні романи, найвідомішим різновидом яких є роман про вампірів, майже завжди є низькофентезійним.
- Вигадки про супергероїв можуть вважатися низьким фентезі, якщо здібності героя мають надприродне, а не наукове (або псевдонаукове) пояснення.
- Магічний реалізм має переважно реалістичний погляд на світ, але вводить надприродні елементи. У той час як такі автори, як Джин Вулф[15] і Террі Пратчетт[16], вважають його фентезі, його виділяють в окремий жанр на тій підставі, що в магічному реалізмі надприродні події зазвичай включені у світогляд людських персонажів, тоді як у низькому фентезі вони, як правило, його порушують.[17][18]

## Рольові ігри
У своїх цілях рольові ігри іноді використовують інше визначення низького фентезі. GURPS Fantasy визначає жанр як «ближчий до реалістичної фантастики, ніж до міфу. Оповідання низького фентезі зосереджуються на повсякденному житті людей і практичних цілях… Кампанія низького фентезі запитує, як це жити у світі монстрів, магії та напівбогів». У книзі визнається літературне визначення жанру: «деякі критики визначають „низьке фентезі“ як будь-яку фантастичну історію, дія якої відбувається в реальному світі. Однак реальний світ може включати міфічні елементи, які ця книга класифікує як фентезі».

## Приклади
- Позичальники Мері Нортон[4]
- Темрява наступає Сьюзан Купер[9]
- Ляльковий дім Румер Годден[4]
- П'ятеро дітей і це Едіт Несбіт[9]
- Добрі ознаки Ніла Геймана та Террі Пратчетта[20]
- Індіанець у шафі, Лінн Рід Бенкс[4]
- Сніговий павук Дженні Німмо[9]
- Ця жахлива сила К. С. Льюїса[20]
- Tuck Everlasting Наталі Беббіт[21]

## Пояснювальні записки
1. ↑  Letters 151, 165, 183, 211, Letters 325, 17 July 1971, Letters 328 Autumn 1971
2. ↑  Letters 211, «…кінь Короля-відьмака… його опис навіть передбачає, що він може бути останнім уцілілим представником давніших геологічних епох.», «…було б важко вписати землі та події (або „культури“) в ті докази, якими ми володіємо, археологічні або геологічні, що стосуються ближчої або віддаленішої частини нинішньої Європи; хоча Шир, наприклад, чітко зазначено, що він був у цьому регіоні (I p. 12).», «Арда — „царство“ — так називали наш світ або землю…… Сподіваюся, що очевидно довгий, але невизначений проміжок* у часі між падінням Барад-дура і нашими днями є достатнім для „літературної достовірності“, навіть для читачів, знайомих з тим, що називають „передісторією“. Я припускаю, що сконструював уявний час, але залишив свої ноги на моїй власній матері-землі для місця дії. Я віддаю перевагу цьому, а не сучасному способу пошуку віддалених глобусів у „космосі“. Якими б цікавими вони не були, вони чужі, і їх не можна любити любов'ю кровної спорідненості. Середзем'я — це… не мій власний винахід, це модернізація або зміна… старого слова для позначення населеного світу людини, ойкумени: „середина“, тому що мислиться нечітко, як „місце“ між морями, що його оточують, і (у північній уяві) між льодом Півночі та вогнем Півдня. О. англ. middan-geard, mideavil Д. midden-erd, middle-erd. Багато рецензентів, здається, вважають, що Середзем'я — це інша планета! *Я вважаю, що розрив становить близько 6000 років: тобто ми зараз перебуваємо наприкінці П'ятої Епохи, якби Епохи були приблизно такої ж тривалості, як С. Е. і Т. Е. Але вони, я думаю, прискорилися; і я вважаю, що ми насправді перебуваємо наприкінці Шостої Епохи, або в Сьомій.», The Letters of J.R.R Tolkien, pg 282, 283
3. ↑  Letters 294: «…Середзем'я. Це старе слово, вигадане не мною, як показує посилання на словник, наприклад, Короткий Оксфордський. Мається на увазі заселені землі нашого світу, розташовані в оточенні Океану. Дії повісті відбуваються на північному заході „Середзем'я“, на широті, еквівалентній узбережжю Європи та північному узбережжю Середземномор'я… Гоббітон і Рівенделл знаходяться (за задумом) на широті Оксфорда, Мінас-Тіріт, що за 600 миль на південь, — на широті Флоренції. Гирла Андуїну і стародавнє місто Пеларгір знаходяться приблизно на широті стародавньої Трої.», Letters, pg 375,376
4. ↑  Letters 210: «Можливо, „Володар перснів“ і є „казковою історією“, але вона відбувається в Північній півкулі Землі: милі — це милі, дні — це дні, а погода — це погода.» Letters pg 272
5. ↑  Letters 151: "Середзем'я — це просто архаїчна англійська мова… населений світ людини. Він існував тоді так само, як і зараз. Насправді таким, яким він є, круглим і неминучим. У цьому частково і полягає суть. Нова ситуація, що склалася наприкінці Третьої Епохи, врешті-решт неминуче веде до звичайної Історії, і ми бачимо тут кульмінацію цього процесу. Якби ви, чи я, чи будь-хто зі смертних (чи гоббітів) часів Фродо вирушив за море, на захід, ми б, як і зараз, врешті-решт, повернулися (як і зараз) до нашої відправної точки…"Letters of JRR Tolkien, pg 186
6. ↑  Letters 165: "'До речі, «Середзем'я» — це не назва якоїсь землі, що не має відношення до світу, в якому ми живемо (як Меркурій чи Едісон). Це просто використання середньоанглійського middel-erde (або erthe), зміненого з давньоанглійського Middengeard: назва населених земель людей «між морями». І хоча я не намагався пов'язати форму гір і суходолу з тим, що геологи можуть сказати або припустити про недалеке минуле, в уяві ця «історія» має відбуватися в період фактичного Старого Світу цієї планети.", Letters, pg 220
7. ↑  Letters 183: «Я історично мислю. Середзем'я — це не вигаданий світ. Це сучасна форма (з'явилася в ХІІІ столітті) midden-erd>middel-erd, давня назва ойкумени, місця перебування людей, об'єктивно реального світу, що використовується на противагу уявним світам (як Казкова країна) або невидимим світам (як Небо або Пекло). Театром моєї казки є ця земля, та, на якій ми зараз живемо, але історичний період є уявним. Все необхідне для цього постійного місця існує (принаймні для мешканців Північно-Західної Європи), тож природно, що воно відчувається знайомим, навіть якщо трохи піднесеним чарами відстані в часі., Letters pg. 239»